# Kai-no-hama
Kai-no-hama är en strand i Antarktis. Den ligger i Östantarktis. Norge gör anspråk på området.